# Екстрасенс (фільм)
Екстрасе́нс, або Пробу́дження (англ. The Awakening), — британський містичний трилер режисера Ніка Мерфі.

## Сюжет
Дія відбувається в 1921 році в післявоєнній Англії. Охоплені болем утрат і жалобою, багато людей починають вірити у різні надприродні феномени. Скептично налаштована науковиця Флоренс Каркарт, коханий якої теж загинув у Першій світовій, поставила собі за мету вивести шарлатанів на чисту воду. На прохання вчителя історії Роберта Меллорі вона приїжджає в заміську школу-інтернат, де, за чутками, спостерігається підвищена спіритична активність. Спочатку Каркарт впевнена, що зможе розвінчати цей міф, але потім страхітлива зустріч із надприродним змушує її змінити свою думку. Флоренс має глянути в очі власним привидам.

## У ролях
| Актор               | Роль                    |
| ------------------- | ----------------------- |
| Ребекка Голл        | Флоренс Каркарт         |
| Домінік Вест        | Роберт Меллорі          |
| Імелда Стонтон      | Мод Гілл                |
| Люсі Коу            | Констанс Стрікланд      |
| Джон Шрепнел        | преподобний Г'ю Перслоу |
| Шон Дулі            | Малкольм Мак-Нейр       |
| Даяна Кент          | Геріет Каткарт          |
| Річард Дюрді        | Александер Каткарт      |
| Елфі Філд           | Віктор Перрі            |
| Айзек Гемпстед-Райт | Том Гілл                |

## Знімальна група
- Режисер — Нік Мерфі
- Сценарист — Стівен Вовк, Нік Мерфі
- Продюсер — Девід М. Томпсон
- Композитор — Деніел Пембертон